# The Dark (album)
Pour les articles homonymes, voir The Dark.
Albums de Metal Church
Metal Church
(1984) Blessing The Disguise
(1989)
The Dark est le 2d album de Metal Church.

## Liste des titres
1. Ton Of Bricks 3:04
2. Start The Fire 3:47
3. Method To Your Madness 5:01
4. Watch The Children Pray 5:58
5. Over My Dead Body 3:34
6. The Dark 4:10
7. Psycho 3:32
8. Line Of Death 4:49
9. Burial At Sea 5:00
10. Western Alliance 3:24